# Frogs Legnano
I Frogs Legnano sono una squadra di football americano della città di Legnano, nella città metropolitana di Milano, in Lombardia. Ha come colori sociali il nero e l'argento, mentre come simbolo ha una rana (in inglese frog, da cui il nome della società).
Tra le squadre di football americano più blasonate d'Italia, sono stati campioni d'Europa nel 1989 (con due partecipazioni all'Eurobowl) e hanno conquistato 6 scudetti (con 11 partecipazioni al Superbowl italiano) e una Coppa Italia (1993). La squadra giovanile ha vinto 2 Youngbowl (1991, 1992).

## Storia

### Le origini

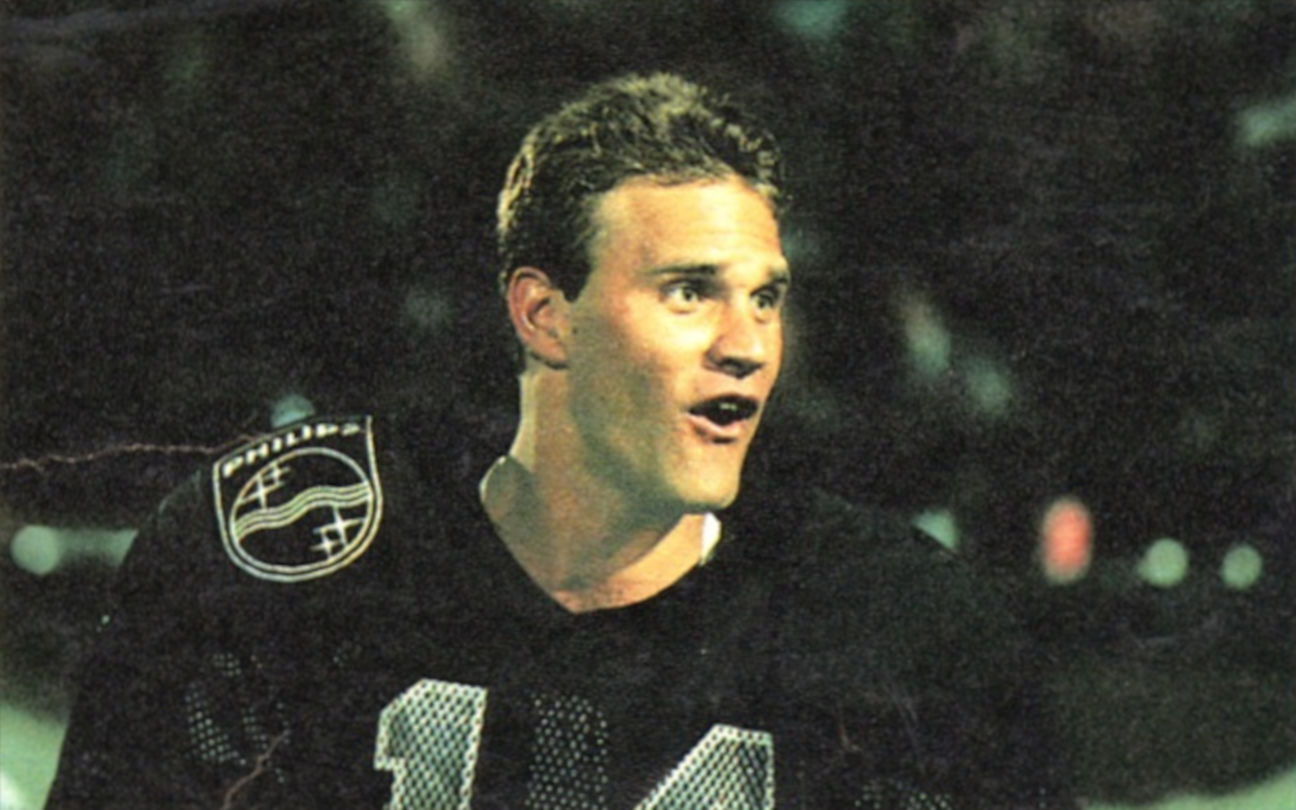
Robert Frasco, protagonista nei Frogs di fine anni 80

La società nacque da un gruppo di ragazzi di Gallarate nel 1977. Decisero di praticare questo sport dopo averlo visto negli Stati Uniti durante una vacanza.
I fondatori organizzarono tre piccole squadre, con riferimento altrettanti bar della zona. Dalla primavera del 1978 una di queste compagini, denominata Frogs, nome di un film horror (Frogs, film del 1972 diretto dal regista George McCowan) e riferimento del bar Bianchi, che ivi si era recato per lavoro, iniziò ad allenarsi con le Pantere Rosa di Piacenza.
A Piacenza erano presenti diversi giocatori della base NATO che insegnarono ai ragazzi i fondamenti di questo sport. Dalle Pantere Rosa nacquero poi i Rhinos Milano, una delle più importanti squadre italiane di football americano.
Dal 1978 al 1980 i Frogs disputarono molte amichevoli, partecipando anche a tornei organizzati nelle basi NATO. Tra le partite disputate ci fu il primo incontro ufficiale giocato fra squadre italiane di football americano in preparazione al primo campionato ufficialmente riconosciuto dalla federazione; disputato il 24 giugno 1978 allo stadio Carlo Speroni di Busto Arsizio, fu vinto dai Rhinos Milano sui Frogs Gallarate per 36-0.
Nel 1981 fu organizzato, dall'Associazione Italiana American Football, il primo campionato ufficiale, composto da cinque squadre: i Frogs, i Rhinos Milano, i Giaguari Torino, i Rams Milano e le Aquile Ferrara. Nel 1984 i Frogs batterono per la prima volta una squadra americana, i Derby Rangers della Base NATO Naval Air Station di Tirrenia: 7 a 0 il risultato finale.
Nel 1987 i Frogs furono vicini ad essere assorbiti dai Seamen di Milano. Ciò non accadde, e grazie alla decisione del neopresidente Ulrico Lucarelli, si decise il trasferimento a Legnano e la fusione con i locali Vikings Legnano.

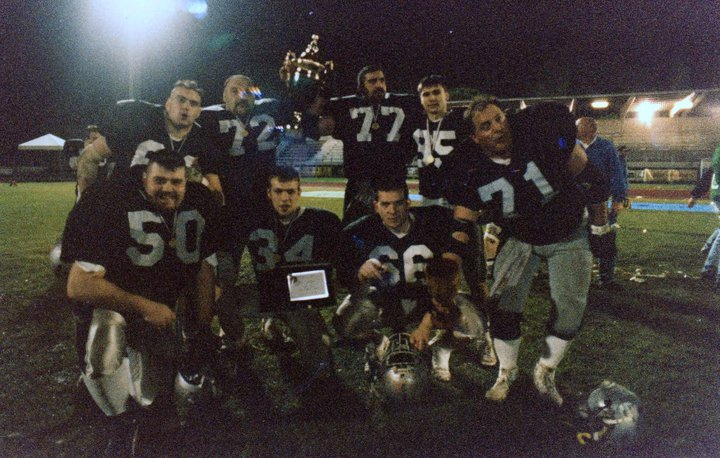
I Frogs campioni d'Italia 1995 festeggiano dopo essersi aggiudicati il XV Super Bowl italiano

A seguito della scissione federale del 2008 si sono iscritti alla NFLI, confluendo poi nella FIF; in queste stagioni hanno sempre preso parte al massimo campionato della loro federazione di appartenenza, raggiungendo la semifinale in due occasioni.
Nel novembre 2010 hanno annunciato di aver fatto richiesta di affiliazione alla FIDAF e si sono iscritti al campionato LENAF, nel quale hanno militato dall'anno successivo al 2016 (senza però mai riuscire a raggiungere i playoff).
Nel 2017 hanno sospeso l'attività per procedere a una profonda ristrutturazione. Nel 2018 sono tornati a partecipare al campionato di Seconda Divisione, secondo livello del campionato italiano di football americano.
Nella stagione 2023 ritornano in Prima Divisione sfiornado i playoff, raggiunti invece l'anno dopo (2024) in una stagione dagli alti (come battere a casa loro Panthers campioni in carica) e bassi che hanno portato i legnanesi ai quarti di finale. In questa stagione tra le file dei Frogs ha giocato il WR americano ex Cleveland Browns Damon Sheehy-Guiseppi.
Il 2025 parte con un gran mercato che porta in nero-argento nuovi gicatori dal livello internazionale  come il QB della nazionale italiana Luke Zahradka, Danny Kittner, Isaiah Pierre.

## Dettaglio stagioni

### Tornei nazionali

#### Campionato

##### AIFA/Serie A/A1/Golden League
| Stagione | Regular season | Regular season | Regular season | Regular season | Regular season | Regular season | Playoff | Playoff | Playoff | Playoff | Playoff | Playoff            | Playoff          |
|          | Vin            | Par            | Per            | Tot            | PF             | PS             | Vin     | Per     | Tot     | PF      | PS      | Risultato          | Avversaria       |
| -------- | -------------- | -------------- | -------------- | -------------- | -------------- | -------------- | ------- | ------- | ------- | ------- | ------- | ------------------ | ---------------- |
| 1981     | 5              | 0              | 3              | 8              | 114            | 69             | 0       | 1       | 1       | 8       | 24      | Superbowl Italiano | Rhinos Milano    |
| 1982     | 9              | 0              | 1              | 10             | 462            | 40             | 1       | 1       | 2       | 7       | 11      | Superbowl Italiano | Rhinos Milano    |
| 1983     | 10             | 0              | 0              | 10             | 244            | 41             | 0       | 1       | 1       | 6       | 28      | Quarti di finale   | Warriors Bologna |
| 1984     | 10             | 0              | 0              | 10             | 241            | 37             | 3       | 0       | 3       | 71      | 36      | Campioni           | Warriors Bologna |
| 1985     | 12             | 0              | 0              | 12             | 507            | 74             | 1       | 1       | 2       | 34      | 20      | Semifinale         | Angels Pesaro    |
| 1986     | 9              | 1              | 0              | 10             | 248            | 27             | 1       | 1       | 2       | 54      | 46      | Secondo turno      | Jets Bolzano     |
| 1987     | 12             | 0              | 0              | 12             | 370            | 54             | 4       | 0       | 4       | 107     | 50      | Campioni           | Seamen Milano    |
| 1988     | 12             | 0              | 0              | 12             | 489            | 118            | 4       | 0       | 4       | 121     | 21      | Campioni           | Warriors Bologna |
| 1989     | 10             | 0              | 2              | 12             | 327            | 183            | 3       | 0       | 3       | 110     | 55      | Campioni           | Seamen Milano    |
| 1990     | 10             | 0              | 2              | 12             | 427            | 213            | 2       | 1       | 3       | 90      | 84      | Superbowl Italiano | Rhinos Milano    |
| 1991     | 3              | 1              | 5              | 9              | 182            | 209            | 0       | 1       | 1       | 19      | 34      | Quarti di finale   | Lions Bergamo    |
| 1992     | 7              | 0              | 5              | 12             | 263            | 239            | 0       | 1       | 1       | 37      | 40      | Quarti di finale   | Pharaones Milano |
| 1993     | 7              | 0              | 3              | 10             | 308            | 291            | 1       | 1       | 2       | 56      | 64      | Semifinale         | Gladiatori Roma  |
| 1994     | 9              | 1              | 0              | 10             | 248            | 137            | 2       | 0       | 2       | 88      | 80      | Campioni           | Rhinos Milano    |
| 1995     | 12             | 0              | 0              | 12             | 429            | 139            | 3       | 0       | 3       | 100     | 59      | Campioni           | Gladiatori Roma  |
| 1996     | 11             | 0              | 1              | 12             | 410            | 156            | 1       | 1       | 2       | 88      | 47      | Semifinale         | Phoenix Bologna  |
| 1997     | 7              | 0              | 3              | 10             | 242            | 151            | 2       | 1       | 3       | 66      | 55      | Superbowl Italiano | Phoenix Bologna  |
| 1998     | 8              | 0              | 2              | 10             | 315            | 131            | 1       | 1       | 2       | 71      | 44      | Superbowl Italiano | Lions Bergamo    |
| 1999     | 4              | 0              | 4              | 8              | 214            | 199            | 0       | 1       | 1       | 18      | 30      | Semifinale         | Giants Bolzano   |
| 2001     | 7              | 0              | 1              | 8              | 172            | 90             | 1       | 1       | 2       | 34      | 28      | Semifinale         | Dolphins Ancona  |
| 2002     | 2              | 0              | 5              | 7              | 141            | 203            | 2       | 1       | 3       | 89      | 84      | Semifinale         | Lions Bergamo    |
| 2003     | 3              | 0              | 5              | 8              | 144            | 205            | 0       | 1       | 1       | 0       | 47      | Semifinale         | Lions Bergamo    |
| Totale   | 179            | 3              | 42             | 224            | 6497           | 3006           | 32      | 15      | 47      | 1274    | 987     |                    |                  |

Fonte: Enciclopedia del Football - A cura di Roberto Mezzetti

##### Serie A NFLI/Golden League FIF
A seguito dell'ingresso di FIDAF nel CONI questi tornei - pur essendo del massimo livello della loro federazione - non sono considerati ufficiali.
| Stagione | Regular season | Regular season | Regular season | Regular season | Regular season | Regular season | Playoff | Playoff | Playoff | Playoff | Playoff | Playoff            | Playoff             |
|          | Vin            | Par            | Per            | Tot            | PF             | PS             | Vin     | Per     | Tot     | PF      | PS      | Risultato          | Avversaria          |
| -------- | -------------- | -------------- | -------------- | -------------- | -------------- | -------------- | ------- | ------- | ------- | ------- | ------- | ------------------ | ------------------- |
| 2008     | 2              | 0              | 6              | 8              | 111            | 252            | -       | -       | -       | -       | -       | -                  | -                   |
| 2009     | 5              | 0              | 5              | 10             | 162            | 303            | 1       | 1       | 2       | 49      | 58      | Semifinale         | Red Jackets Sarzana |
| 2010     | 4              | 0              | 4              | 8              | 154            | 169            | 1       | 1       | 2       | 23      | 21      | Bowl di conference | Bengals Brescia     |
| Totale   | 11             | 0              | 15             | 26             | 427            | 724            | 2       | 2       | 4       | 72      | 79      |                    |                     |

Fonte: Enciclopedia del Football - A cura di Roberto Mezzetti

##### Serie A2/B/Winter League/LENAF/Seconda Divisione
| Stagione | Regular season                                            | Regular season                                            | Regular season                                            | Regular season                                            | Regular season                                            | Regular season                                            | Playoff                                                   | Playoff                                                   | Playoff                                                   | Playoff                                                   | Playoff                                                   | Playoff                                                   | Playoff                                                   |
|          | Vin                                                       | Par                                                       | Per                                                       | Tot                                                       | PF                                                        | PS                                                        | Vin                                                       | Per                                                       | Tot                                                       | PF                                                        | PS                                                        | Risultato                                                 | Avversaria                                                |
| -------- | --------------------------------------------------------- | --------------------------------------------------------- | --------------------------------------------------------- | --------------------------------------------------------- | --------------------------------------------------------- | --------------------------------------------------------- | --------------------------------------------------------- | --------------------------------------------------------- | --------------------------------------------------------- | --------------------------------------------------------- | --------------------------------------------------------- | --------------------------------------------------------- | --------------------------------------------------------- |
| 2000     | 4                                                         | 0                                                         | 4                                                         | 8                                                         | 90                                                        | 86                                                        | -                                                         | -                                                         | -                                                         | -                                                         | -                                                         | -                                                         | -                                                         |
| 2006     | 1                                                         | 0                                                         | 6                                                         | 7                                                         | 27                                                        | 180                                                       | -                                                         | -                                                         | -                                                         | -                                                         | -                                                         | -                                                         | -                                                         |
| 2007     | 6                                                         | 0                                                         | 0                                                         | 6                                                         | 184                                                       | 60                                                        | -                                                         | -                                                         | -                                                         | -                                                         | -                                                         | -                                                         | -                                                         |
| 2011     | 2                                                         | 0                                                         | 6                                                         | 8                                                         | 178                                                       | 301                                                       | -                                                         | -                                                         | -                                                         | -                                                         | -                                                         | -                                                         | -                                                         |
| 2012     | 1                                                         | 0                                                         | 7                                                         | 8                                                         | 156                                                       | 230                                                       | -                                                         | -                                                         | -                                                         | -                                                         | -                                                         | -                                                         | -                                                         |
| 2013     | 2                                                         | 0                                                         | 6                                                         | 8                                                         | 90                                                        | 137                                                       | -                                                         | -                                                         | -                                                         | -                                                         | -                                                         | -                                                         | -                                                         |
| 2014     | 1                                                         | 0                                                         | 7                                                         | 8                                                         | 177                                                       | 192                                                       | -                                                         | -                                                         | -                                                         | -                                                         | -                                                         | -                                                         | -                                                         |
| 2015     | 0                                                         | 0                                                         | 8                                                         | 8                                                         | 53                                                        | 252                                                       | -                                                         | -                                                         | -                                                         | -                                                         | -                                                         | -                                                         | -                                                         |
| 2016     | 3                                                         | 0                                                         | 5                                                         | 8                                                         | 177                                                       | 209                                                       | -                                                         | -                                                         | -                                                         | -                                                         | -                                                         | -                                                         | -                                                         |
| 2018     | 0                                                         | 0                                                         | 8                                                         | 8                                                         | 6                                                         | 430                                                       | -                                                         | -                                                         | -                                                         | -                                                         | -                                                         | -                                                         | -                                                         |
| 2020     | Stagione non disputata a causa della pandemia di COVID-19 | Stagione non disputata a causa della pandemia di COVID-19 | Stagione non disputata a causa della pandemia di COVID-19 | Stagione non disputata a causa della pandemia di COVID-19 | Stagione non disputata a causa della pandemia di COVID-19 | Stagione non disputata a causa della pandemia di COVID-19 | Stagione non disputata a causa della pandemia di COVID-19 | Stagione non disputata a causa della pandemia di COVID-19 | Stagione non disputata a causa della pandemia di COVID-19 | Stagione non disputata a causa della pandemia di COVID-19 | Stagione non disputata a causa della pandemia di COVID-19 | Stagione non disputata a causa della pandemia di COVID-19 | Stagione non disputata a causa della pandemia di COVID-19 |
| 2021     | 0                                                         | 0                                                         | 6                                                         | 6                                                         | 26                                                        | 202                                                       | -                                                         | -                                                         | -                                                         | -                                                         | -                                                         | -                                                         | -                                                         |
| 2022     | 2                                                         | 0                                                         | 4                                                         | 6                                                         | 54                                                        | 138                                                       | -                                                         | -                                                         | -                                                         | -                                                         | -                                                         | -                                                         | -                                                         |
| Totale   | 22                                                        | 0                                                         | 67                                                        | 89                                                        | 1218                                                      | 2417                                                      | -                                                         | -                                                         | -                                                         | -                                                         | -                                                         |                                                           |                                                           |

Fonte: Enciclopedia del Football - A cura di Roberto Mezzetti

##### Serie C/CIF9
| Stagione | Regular season | Regular season | Regular season | Regular season | Regular season | Regular season | Playoff | Playoff | Playoff | Playoff | Playoff | Playoff   | Playoff    |
|          | Vin            | Par            | Per            | Tot            | PF             | PS             | Vin     | Per     | Tot     | PF      | PS      | Risultato | Avversaria |
| -------- | -------------- | -------------- | -------------- | -------------- | -------------- | -------------- | ------- | ------- | ------- | ------- | ------- | --------- | ---------- |
| 2005     | 1              | 0              | 5              | 6              | 21             | 164            | -       | -       | -       | -       | -       | -         | -          |
| 2019     | 0              | 0              | 6              | 6              | 48             | 278            | -       | -       | -       | -       | -       | -         | -          |
| Totale   | 1              | 0              | 11             | 12             | 69             | 442            | -       | -       | -       | -       | -       |           |            |

Fonte: Enciclopedia del Football - A cura di Roberto Mezzetti

#### Coppa Italia
| Stagione | Regular season | Regular season | Regular season | Regular season | Regular season | Regular season | Playoff | Playoff | Playoff | Playoff | Playoff | Playoff   | Playoff         |
|          | Vin            | Par            | Per            | Tot            | PF             | PS             | Vin     | Per     | Tot     | PF      | PS      | Risultato | Avversaria      |
| -------- | -------------- | -------------- | -------------- | -------------- | -------------- | -------------- | ------- | ------- | ------- | ------- | ------- | --------- | --------------- |
| 1993     | -              | -              | -              | -              | -              | -              | 4       | 0       | 4       | 90+?    | 37+?    | Campioni  | Gladiatori Roma |
| Totale   | -              | -              | -              | -              | -              | -              | 4       | 0       | 4       | 90+?    | 37+?    |           |                 |

Fonte: Enciclopedia del Football - A cura di Roberto Mezzetti

#### Northern Italian Football League
| Stagione | Regular season | Regular season | Regular season | Regular season | Regular season | Regular season | Playoff | Playoff | Playoff | Playoff | Playoff | Playoff    | Playoff              |
|          | Vin            | Par            | Per            | Tot            | PF             | PS             | Vin     | Per     | Tot     | PF      | PS      | Risultato  | Avversaria           |
| -------- | -------------- | -------------- | -------------- | -------------- | -------------- | -------------- | ------- | ------- | ------- | ------- | ------- | ---------- | -------------------- |
| 1980     | 1              | 0              | 7              | 8              | ?              | ?              | ?       | ?       | ?       | ?       | ?       | ?          | ?                    |
| 1982     | 0              | 0              | 7              | 7              | ?              | ?              | -       | -       | -       | -       | -       | -          | -                    |
| 1983     | 4              | 0              | 2              | 6              | 111            | 83             | 0       | 1       | 1       | 20      | 36      | Semifinale | Blue Knights Vicenza |
| Totale   | 5              | 0              | 16             | 21             | 111+?          | 83+?           | 0+?     | 1+?     | 1+?     | 20+?    | 36+?    |            |                      |

Fonte: Enciclopedia del Football - A cura di Roberto Mezzetti

### Tornei giovanili

#### Under-21
| Stagione | Regular season | Regular season | Regular season | Regular season | Regular season | Regular season | Playoff | Playoff | Playoff | Playoff | Playoff | Playoff          | Playoff                  |
|          | Vin            | Par            | Per            | Tot            | PF             | PS             | Vin     | Per     | Tot     | PF      | PS      | Risultato        | Avversaria               |
| -------- | -------------- | -------------- | -------------- | -------------- | -------------- | -------------- | ------- | ------- | ------- | ------- | ------- | ---------------- | ------------------------ |
| 1990     | ?              | ?              | ?              | ?              | ?              | ?              | ?       | ?       | ?       | ?       | ?       | ?                | ?                        |
| 1991     | ?              | ?              | ?              | ?              | ?              | ?              | 3       | 0       | 3       | 143     | 38      | Campioni         | Gladiatori Roma          |
| 1992     | ?              | ?              | ?              | ?              | ?              | ?              | 3       | 0       | 3       | 28      | 15      | Campioni         | Pythons Milano           |
| 1993     | ?              | ?              | ?              | ?              | ?              | ?              | ?       | ?       | ?       | 24?     | 34?     | ?                | Gladiatori Roma          |
| 1994     | ?              | ?              | ?              | ?              | ?              | ?              | ?       | ?       | ?       | ?       | ?       | ?                | ?                        |
| 1998     | ?              | ?              | ?              | ?              | ?              | ?              | ?       | ?       | ?       | ?       | ?       | ?                | ?                        |
| 2004     | 0              | 0              | 5              | 7              | 28             | 161            | -       | -       | -       | -       | -       | -                | -                        |
| 2005     | 0              | 0              | 4              | 4              | 7              | 129            | -       | -       | -       | -       | -       | -                | -                        |
| 2006     | 3              | 0              | 0              | 3              | 48             | 26             | 0       | 1       | 1       | 0       | 20      | Ottavi di finale | Guelfi Firenze           |
| 2007     | 2              | 0              | 2              | 4              | 84             | 105            | -       | -       | -       | -       | -       | -                | -                        |
| 2008     | 5              | 0              | 1              | 6              | 143            | 69             | 1       | 1       | 2       | 41      | 48      | Semifinale       | Green Hogs Reggio Emilia |
| 2009     | 2              | 0              | 2              | 4              | 80             | 84             | -       | -       | -       | -       | -       | -                | -                        |
| Totale   | 12+?           | 0+?            | 14+?           | 26+?           | 390+?          | 574+?          | 7+?     | 2+?     | 9+?     | 212+?   | 121+?   |                  |                          |

Fonte: Enciclopedia del Football - A cura di Roberto Mezzetti

#### Under-20
| Stagione | Regular season | Regular season | Regular season | Regular season | Regular season | Regular season | Playoff | Playoff | Playoff | Playoff | Playoff | Playoff          | Playoff         |
|          | Vin            | Par            | Per            | Tot            | PF             | PS             | Vin     | Per     | Tot     | PF      | PS      | Risultato        | Avversaria      |
| -------- | -------------- | -------------- | -------------- | -------------- | -------------- | -------------- | ------- | ------- | ------- | ------- | ------- | ---------------- | --------------- |
| 1984     | 4              | 0              | 1              | 5              | 136            | 21             | 1       | 1       | 2       | 7       | 21      | Youngbowl        | Bobcats Parma   |
| 1985     | 3              | 1              | 0              | 4              | 60+?           | 24+?           | 0       | 1       | 1       | 12      | 24      | Quarti di finale | Duchi Ferrara   |
| 1986     | ?              | ?              | ?              | ?              | ?              | ?              | 0       | 1       | 1       | 20      | 30      | Quarti di finale | Doves Bologna   |
| 1987     | 2              | 1              | 0              | 4              | 48+?           | 20+?           | 0       | 1       | 1       | ?       | ?       | Quarti di finale | Duchi Ferrara   |
| 1988     | 2              | 0              | 2              | 4              | 29             | 35             | -       | -       | -       | -       | -       | -                | -               |
| 1989     | 4              | 0              | 2              | 6              | 82             | 50             | 0       | 1       | 1       | 2       | 3       | Quarti di finale | Saints Padova   |
| 1995     | 4              | 0              | 2              | 6              | 120            | 151            | 0       | 1       | 1       | 20      | 47      | Quarti di finale | Gladiatori Roma |
| 2003     | 0              | 0              | 6              | 6              | 23             | 204            | -       | -       | -       | -       | -       | -                | -               |
| Totale   | 19+?           | 2+?            | 13+?           | 34+?           | 498+?          | 515+?          | 1       | 6       | 7       | 61+?    | 125+?   |                  |                 |

Fonte: Enciclopedia del Football - A cura di Roberto Mezzetti

#### Under-18
| Stagione | Regular season | Regular season | Regular season | Regular season | Regular season | Regular season | Playoff | Playoff | Playoff | Playoff | Playoff | Playoff   | Playoff    |
|          | Vin            | Par            | Per            | Tot            | PF             | PS             | Vin     | Per     | Tot     | PF      | PS      | Risultato | Avversaria |
| -------- | -------------- | -------------- | -------------- | -------------- | -------------- | -------------- | ------- | ------- | ------- | ------- | ------- | --------- | ---------- |
| 1996     | ?              | ?              | ?              | ?              | ?              | ?              | ?       | ?       | ?       | ?       | ?       | ?         | ?          |
| 1997     | 1              | 0              | 5              | 6              | 53             | 209            | -       | -       | -       | -       | -       | -         | -          |
| Totale   | 1+?            | 0+?            | 5+?            | 6+?            | 53+?           | 209+?          | ?       | ?       | ?       | ?       | ?       |           |            |

Fonte: Enciclopedia del Football - A cura di Roberto Mezzetti

#### Under-17
| Stagione | Regular season | Regular season | Regular season | Regular season | Regular season | Regular season | Playoff | Playoff | Playoff | Playoff | Playoff | Playoff          | Playoff         |
|          | Vin            | Par            | Per            | Tot            | PF             | PS             | Vin     | Per     | Tot     | PF      | PS      | Risultato        | Avversaria      |
| -------- | -------------- | -------------- | -------------- | -------------- | -------------- | -------------- | ------- | ------- | ------- | ------- | ------- | ---------------- | --------------- |
| 2006     | 2              | 0              | 1              | 3              | 68             | 42             | 0       | 1       | 1       | 0       | 56      | Quarti di finale | Rangers Sarzana |
| Totale   | 2              | 0              | 1              | 3              | 68             | 42             | 0       | 1       | 1       | 0       | 56      |                  |                 |

Fonte: Enciclopedia del Football - A cura di Roberto Mezzetti

### Tornei internazionali

#### European Football League (1986-2013)
| Stagione | Regular season | Regular season | Regular season | Regular season | Regular season | Regular season | Playoff | Playoff | Playoff | Playoff | Playoff | Playoff    | Playoff                      |
|          | Vin            | Par            | Per            | Tot            | PF             | PS             | Vin     | Per     | Tot     | PF      | PS      | Risultato  | Avversaria                   |
| -------- | -------------- | -------------- | -------------- | -------------- | -------------- | -------------- | ------- | ------- | ------- | ------- | ------- | ---------- | ---------------------------- |
| 1987-88  | -              | -              | -              | -              | -              | -              | 1       | 1       | 2       | 101     | 35      | Semifinale | Helsinki Roosters            |
| 1989     | -              | -              | -              | -              | -              | -              | 2       | 0       | 2       | 73      | 38      | Campioni   | Amsterdam Crusaders          |
| 1990     | -              | -              | -              | -              | -              | -              | 1       | 1       | 2       | 67      | 56      | Eurobowl   | Manchester Spartans          |
| 1991     | -              | -              | -              | -              | -              | -              | 1       | 1       | 2       | 70      | 68      | Semifinale | Berlin Adler                 |
| 1995     | -              | -              | -              | -              | -              | -              | 1       | 1       | 2       | 64      | 67      | Semifinale | Düsseldorf Panther           |
| 1996     | 1              | 0              | 1              | 2              | 60             | 62             | 1       | 1       | 2       | 63      | 33      | Semifinale | Argonautes d'Aix-en-Provence |
| 1999     | 1              | 0              | 1              | 2              | 52             | 43             | 1       | 1       | 2       | 49      | 55      | Semifinale | Hamburg Blue Devils          |
| Totale   | 2              | 0              | 2              | 4              | 112            | 105            | 8       | 6       | 14      | 487     | 352     |            |                              |

Fonte: Enciclopedia del Football - A cura di Roberto Mezzetti

## Denominazioni
- Frogs Gallarate: 1977-1983;
- Frogs Busto Arsizio: 1983-1986;
- Frogs Legnano: 1987-2000;
- Frogs Milano: 2001-2002;
- Frogs&K Gallarate: 2002-2003;
- Frogs Legnano: dal 2003.

## Riepilogo fasi finali disputate
| Anno | Luogo                   | Evento         | Fase del torneo | Incontro                                     | Risultato |
| 1981 | Santa Margherita Ligure | Superbowl      | Finale          | Rhinos Milano - Frogs Gallarate              | 24 - 8    |
| 1982 | Pesaro                  | Superbowl      | Finale          | Rhinos Milano - Frogs Gallarate              | 11 - 0    |
| 1983 | Bienate                 | Spaghetti bowl | Semifinale      | Frogs Gallarate - Blue Knights Vicenza       | 20 - 36   |
| 1984 | Rimini                  | Superbowl      | Finale          | Warriors Bologna - Frogs Busto Arsizio       | 6 - 16    |
| 1985 | Busto Arsizio           | Superbowl      | Semifinale      | Frogs Busto Arsizio – Angels Pesaro          | 12 - 13   |
| 1987 | Rimini                  | Superbowl      | Finale          | Seamen Milano - Frogs Legnano                | 24 - 27   |
| 1988 | Ancona                  | Superbowl      | Finale          | Warriors Bologna - Frogs Legnano             | 0 - 17    |
| 1988 | Brighton                | Eurobowl       | Semifinale      | Frogs Legnano - Helsinki Roosters            | 33 - 35   |
| 1989 | Parma                   | Superbowl      | Finale          | Seamen Milano - Frogs Legnano                | 33 - 39   |
| 1989 | Legnano                 | Eurobowl       | Finale          | Frogs Legnano - Amsterdam Crusaders          | 27 - 23   |
| 1990 | Rimini                  | Superbowl      | Finale          | Rhinos Milano – Frogs Legnano                | 33 - 6    |
| 1990 | Rimini                  | Eurobowl       | Finale          | Frogs Legnano - Manchester Spartans          | 22 - 34   |
| 1991 | Roma                    | Youngbowl      | Finale          | Gladiatori Roma – Frogs Legnano              | 26 - 42   |
| 1991 | Berlino                 | Eurobowl       | Semifinale      | Berlin Adler - Frogs Legnano                 | 41 - 37   |
| 1992 | Bienate                 | Youngbowl      | Finale          | Frogs Legnano – Pythons Milano               | 28 - 15   |
| 1992 | Sesto San Giovanni      | Coppa Italia   | Finale          | Frogs Legnano – Gladiatori Roma              | 25 - 24   |
| 1993 | Roma                    | Youngbowl      | QF o SF         | Gladiatori Roma - Frogs Legnano              | 34 - 24   |
| 1994 | Legnano                 | Superbowl      | Finale          | Frogs Legnano - Rhinos Milano                | 37 - 27   |
| 1995 | Düsseldorf              | Eurobowl       | Semifinale      | Düsseldorf Panther - Frogs Legnano           | 35 - 31   |
| 1995 | Cesenatico              | Superbowl      | Finale          | Frogs Legnano – Gladiatori Roma              | 32 - 26   |
| 1996 | Legnano                 | Eurobowl       | Semifinale      | Frogs Legnano - Argonautes d'Aix-en-Provence | 17 - 20   |
| 1996 | San Lazzaro di Savena   | Superbowl      | Semifinale      | Phoenix San Lazzaro - Frogs Legnano          | 35 - 34   |
| 1997 | Monza                   | Superbowl      | Finale          | Frogs Legnano – Phoenix San Lazzaro          | 35 - 42   |
| 1998 | Catania                 | Superbowl      | Finale          | Frogs Legnano - Lions Bergamo                | 28 - 29   |
| 1999 | Bolzano                 | Superbowl      | Semifinale      | Giants Bolzano - Frogs Legnano               | 30 - 18   |
| 1999 | Amburgo                 | Eurobowl       | Semifinale      | Hamburg Blue Devils - Frogs Legnano          | 41 - 21   |
| 2001 | Milano                  | Superbowl      | Semifinale      | Frogs Milano - Dolphins Ancona               | 9 - 21    |
| 2002 | Osio Sotto              | Superbowl      | Semifinale      | Lions Bergamo – Frogs Milano                 | 49 - 7    |
| 2003 | Osio Sotto              | Superbowl      | Semifinale      | Lions Bergamo - Frogs&K Gallarate            | 47 - 0    |
| 2007 | Molinella               | Ninebowl       | Finale          | Angels Pesaro - Frogs Legnano                | 29 - 8    |
| 2008 | Reggio Emilia           | Youngbowl      | Semifinale      | Hogs Reggio Emilia - Frogs Legnano           | 42 - 16   |
| 2009 | La Spezia               | Superbowl      | Semifinale      | Red Jackets Sarzana - Frogs Legnano          | 42 - 28   |
| 2010 | Villaggio Sereno        | Superbowl      | Semifinale      | Bengals Brescia - Frogs Legnano              | 14 - 8    |

## MVP del Superbowl italiano
- Pier Paolo Gallivanone, MVP del IV Superbowl italiano
- Robert Frasco, MVP del VII, VIII e IX Superbowl italiano
- Gianluca Orrigoni, MVP del XIV Superbowl italiano
- Paolo Verrini, MVP del XV Superbowl italiano

## Persone introdotte nella Hall of Fame Italy
- Pier Paolo Gallivanone, quarterback, MVP del IV Superbowl italiano, introdotto nel 2006
- Luca Saguatti, linebacker, introdotto nel 2007

## Palmarès

I Frogs campioni d'Italia 1987 festeggiano dopo la vittoria nel VII Super Bowl italiano

### Competizioni nazionali
- Campionati italiani: 6

1984, 1987, 1988, 1989, 1994 e 1995
- Coppe Italia: 1

1993

### Competizioni internazionali
- Eurobowl: 1

1989

### Competizioni giovanili
- Youngbowl: 2

1991 e 1992